# Sugar Bush Knolls
Sugar Bush Knolls é uma vila localizada no estado norte-americano de Ohio, no Condado de Portage.

## Demografia
Segundo o censo norte-americano de 2000, a sua população era de 227 habitantes.
Em 2006, foi estimada uma população de 223, um decréscimo de 4 (-1.8%).

## Geografia
De acordo com o United States Census Bureau tem uma área de
0,6 km², dos quais 0,6 km² cobertos por terra e 0,0 km² cobertos por água.

## Localidades na vizinhança
O diagrama seguinte representa as localidades num raio de 12 km ao redor de Sugar Bush Knolls.